# أمير خانلو
أمير خانلو هي قرية في مقاطعة بارس أباد، إيران. عدد سكان هذه القرية هو 135 في سنة 2006.